# تشارلز بي. بوريل
تشارلز بي. بوريل (بالإنجليزية: Charles Bernard Borel)‏ هو فارس سويسري وأمريكي، ولد في 14 أكتوبر 1883 في لو لوكل في سويسرا، وتوفي في 15 مارس 1960 في لوس أنجلوس في الولايات المتحدة.